# 柿生村
柿生村（かきおむら）は、神奈川県都筑郡西部に1889年（明治22年）4月1日から1939年（昭和14年）4月1日まで存在した日本の村。現在の神奈川県川崎市麻生区（あさおく）の大部分にあたる。
川崎市に編入され消滅した後は「柿生」の町名は残されていないが、小田急小田原線の駅名「柿生駅」にその名が残る。

## 地理
河川：麻生川、真光寺川、真福寺川、鶴見川、早野川、黒須田川

### 現行町名
すべて川崎市麻生区に所在する。
- 住居表示実施地区：王禅寺東、王禅寺西、上麻生、片平、栗木、栗木台、栗平、五力田、下麻生、白鳥、虹ケ丘、白山、はるひ野、万福寺、南黒川
- 住居表示未実施地区：王禅寺、片平、上麻生、栗木、黒川、五力田、下麻生、早野、古沢

## 歴史

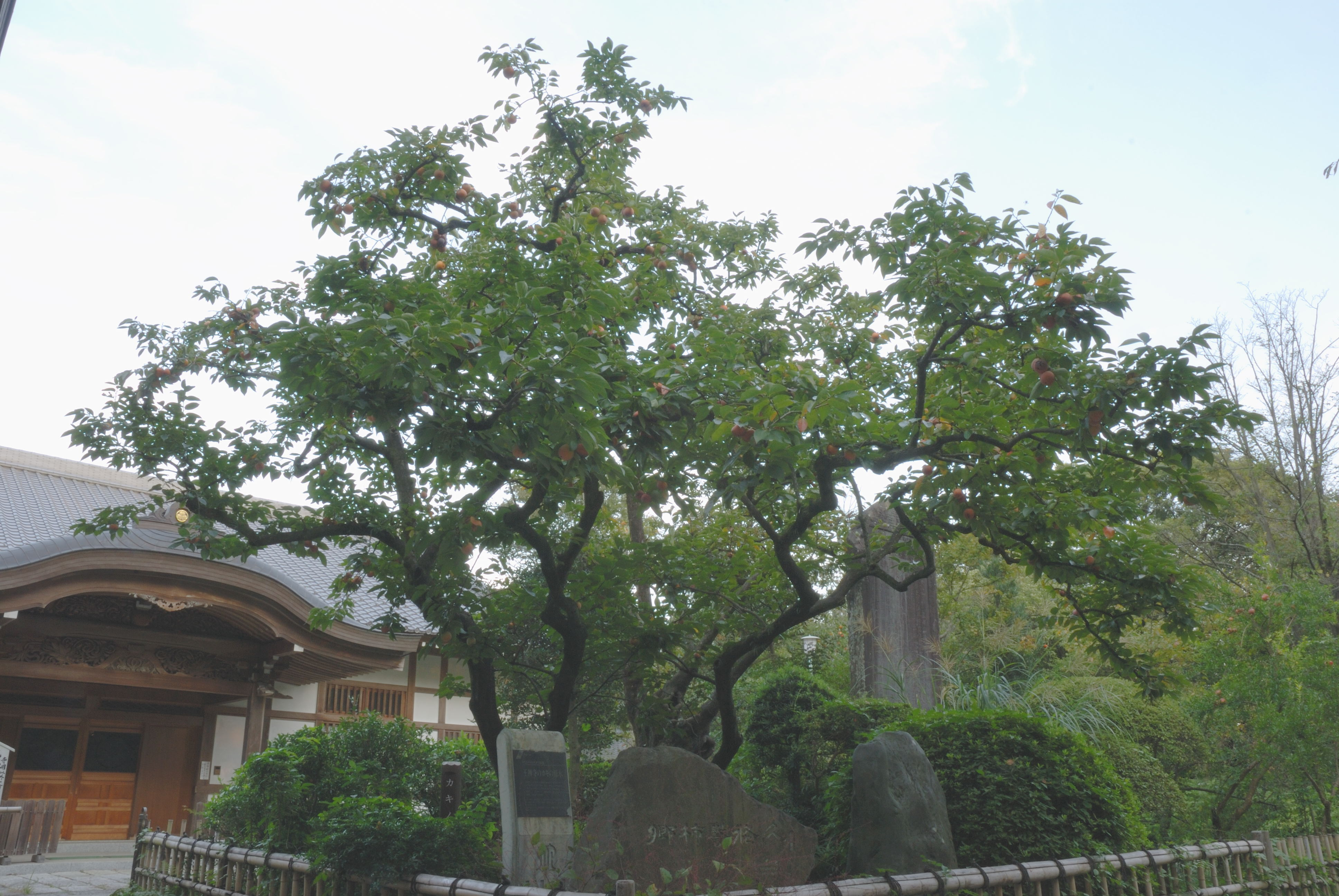
王禅寺境内の「禅寺丸柿」の原木。村名の由来となった。

村名は、鎌倉時代に王禅寺で発見されたと伝えられる柿の品種「禅寺丸柿（ぜんじまるがき）」の原産地であることに由来する。王禅寺の境内には「禅寺丸柿」の原木が残されており、国の登録記念物に登録されている。また「禅寺丸柿」が発見された真言宗の寺院・王禅寺は、王禅寺村の地名の由来となっている。この「禅寺丸柿」は日本最古の甘柿の品種と言われる。

### 沿革
- 戦国時代 - 万福寺の地名が見られる。
- 江戸時代 - 以下の10村が成立。
  - 上麻生村（旗本三井氏知行、常安寺領）
  - 下麻生村（旗本安藤氏知行）
  - 早野村（旗本富永氏知行、戒翁寺領）
  - 王禅寺村（江戸増上寺領、王禅寺領）
  - 古沢村（旗本朝倉氏知行）
  - 万福寺村（旗本天野氏、椿井氏の相給）
  - 片平村（幕府領、旗本前場氏知行の相給、志光寺領→幕府領、修広寺領）
  - 五力田村（旗本朝倉氏知行）
  - 栗木村（旗本岡野氏知行）
  - 黒川村（旗本駒井氏知行）
- 1868年（明治元年）
  - 旧暦6月17日 - 神奈川府の管轄となる。
  - 旧暦9月21日 - 神奈川府が神奈川県に改称。
- 1874年（明治7年） - 大区小区制の施行により、王禅寺村、早野村、下麻生村が第6大区第7小区に、栗木村、五力田村、片平村、黒川村、上麻生村、万福寺村、古沢村が第6大区第8小区になる。
- 1889年（明治22年）4月1日 - 町村制の施行により、上麻生村、下麻生村、早野村、王禅寺村、古沢村、万福寺村、片平村、五力田村、栗木村、黒川村が合併して柿生村が成立。岡上村と町村組合を結成し、柿生村外一ヶ村組合が発足。大字上麻生に組合役場を設置。
- 1939年（昭和14年）4月1日 - 柿生村外一ヶ村組合が川崎市へ編入。同日柿生村を廃止。
- 1972年（昭和47年）4月1日 - 川崎市が政令指定都市に指定され行政区を設置。旧村域が多摩区となる。
- 1982年（昭和57年）7月1日 - 川崎市多摩区から麻生区を分区[1]。旧村域が麻生区となる。

## 交通

### 鉄道
- 小田原急行鉄道（現：小田急電鉄）
  - 小田原線：柿生駅

川崎市への移行後に小田急多摩線が開業し、旧村域内に新百合ヶ丘駅、五月台駅、栗平駅、黒川駅、はるひ野駅が開業した。

### 道路
- 津久井道
- 鶴川街道

## イメージ・ソング
- 「かきくけかきお」- 歌唱：bless4